# Novale
Novale est une commune française située dans la circonscription départementale de la Haute-Corse et le territoire de la collectivité de  Corse. Elle appartient à la piève d'Alesani, située au cœur de la Castagniccia, dans la région de Cervione.

## Urbanisme

### Typologie
Au 1er janvier 2024, Novale est catégorisée commune rurale à habitat très dispersé, selon la nouvelle grille communale de densité à sept niveaux définie par l'Insee en 2022.
Elle est située hors unité urbaine et hors attraction des villes,.

### Occupation des sols
L'occupation des sols de la commune, telle qu'elle ressort de la base de données européenne d’occupation biophysique des sols Corine Land Cover (CLC), est marquée par l'importance des forêts et milieux semi-naturels (100 % en 2018), une proportion identique à celle de 1990 (100 %). La répartition détaillée en 2018 est la suivante : 
forêts (87 %), milieux à végétation arbustive et/ou herbacée (9,1 %), espaces ouverts, sans ou avec peu de végétation (3,9 %). L'évolution de l’occupation des sols de la commune et de ses infrastructures peut être observée sur les différentes représentations cartographiques du territoire : la carte de Cassini (XVIIIe siècle), la carte d'état-major (1820-1866) et les cartes ou photos aériennes de l'IGN pour la période actuelle (1950 à aujourd'hui).

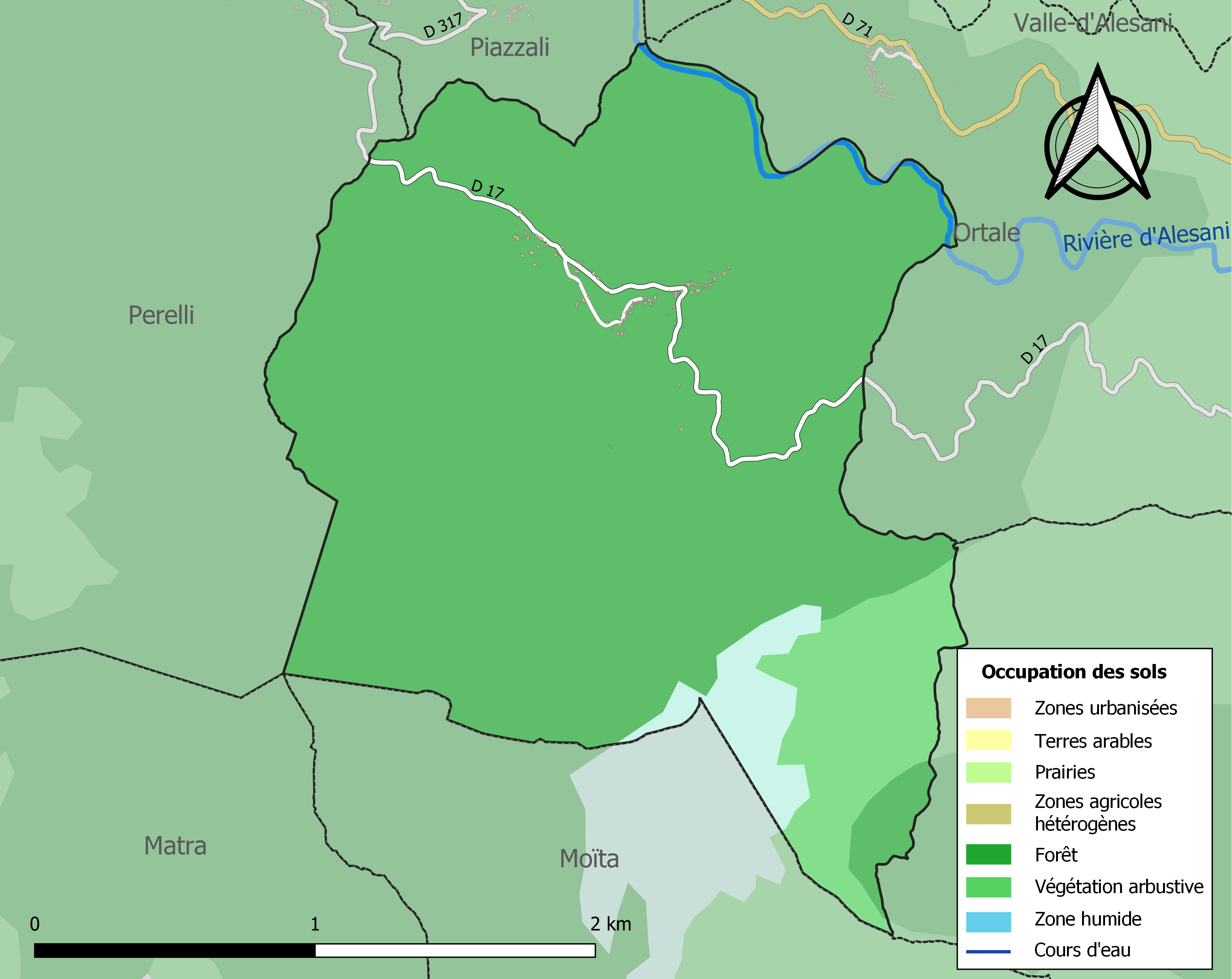
Carte des infrastructures et de l'occupation des sols de la commune en 2018 (CLC).

## Politique et administration
| Période    | Période   | Identité                 | Étiquette | Qualité                    |
| ---------- | --------- | ------------------------ | --------- | -------------------------- |
| mars 1983  | mars 2015 | François-Paul CASABIANCA | PRG       | Agriculteur retraité       |
| avril 2015 | En cours  | Antoine TRAMINI          |           | Retraité Fonction publique |

## Démographie
L'évolution du nombre d'habitants est connue à travers les recensements de la population effectués dans la commune depuis 1800. Pour les communes de moins de 10 000 habitants, une enquête de recensement portant sur toute la population est réalisée tous les cinq ans, les populations de référence des années intermédiaires étant quant à elles estimées par interpolation ou extrapolation. Pour la commune, le premier recensement exhaustif entrant dans le cadre du nouveau dispositif a été réalisé en 2006.

En 2022, la commune comptait 58 habitants, en évolution de −3,33 % par rapport à 2016 (Haute-Corse : +5,15 %, France hors Mayotte : +2,11 %).
| 1800 | 1806 | 1821 | 1831 | 1836 | 1841 | 1846 | 1851 | 1856 |
| ---- | ---- | ---- | ---- | ---- | ---- | ---- | ---- | ---- |
| 285  | 384  | 299  | 324  | 314  | 353  | 362  | 354  | 352  |

| 1861 | 1866 | 1872 | 1876 | 1881 | 1886 | 1891 | 1896 | 1901 |
| ---- | ---- | ---- | ---- | ---- | ---- | ---- | ---- | ---- |
| 310  | 341  | 320  | 339  | 291  | 329  | 303  | 276  | 358  |

| 1906 | 1911 | 1921 | 1926 | 1931 | 1936 | 1946 | 1954 | 1962 |
| ---- | ---- | ---- | ---- | ---- | ---- | ---- | ---- | ---- |
| 262  | 235  | 209  | 280  | 296  | 291  | 274  | 124  | 106  |

| 1968 | 1975 | 1982 | 1990 | 1999 | 2006 | 2011 | 2016 | 2021 |
| ---- | ---- | ---- | ---- | ---- | ---- | ---- | ---- | ---- |
| 96   | 91   | 89   | 68   | 69   | 53   | 53   | 60   | 60   |

| 2022 | - | - | - | - | - | - | - | - |
| ---- | - | - | - | - | - | - | - | - |
| 58   | - | - | - | - | - | - | - | - |

## Lieux et monuments
Église paroissiale Saint-Étienne, construite en 1740 comme le laisse supposer la date portée sur l'édifice. La toiture et la voûté ont été restaurées dans le troisième quart du XIXe siècle...(réf 3). Elle est inscrite à l'Inventaire général du patrimoine culturel.

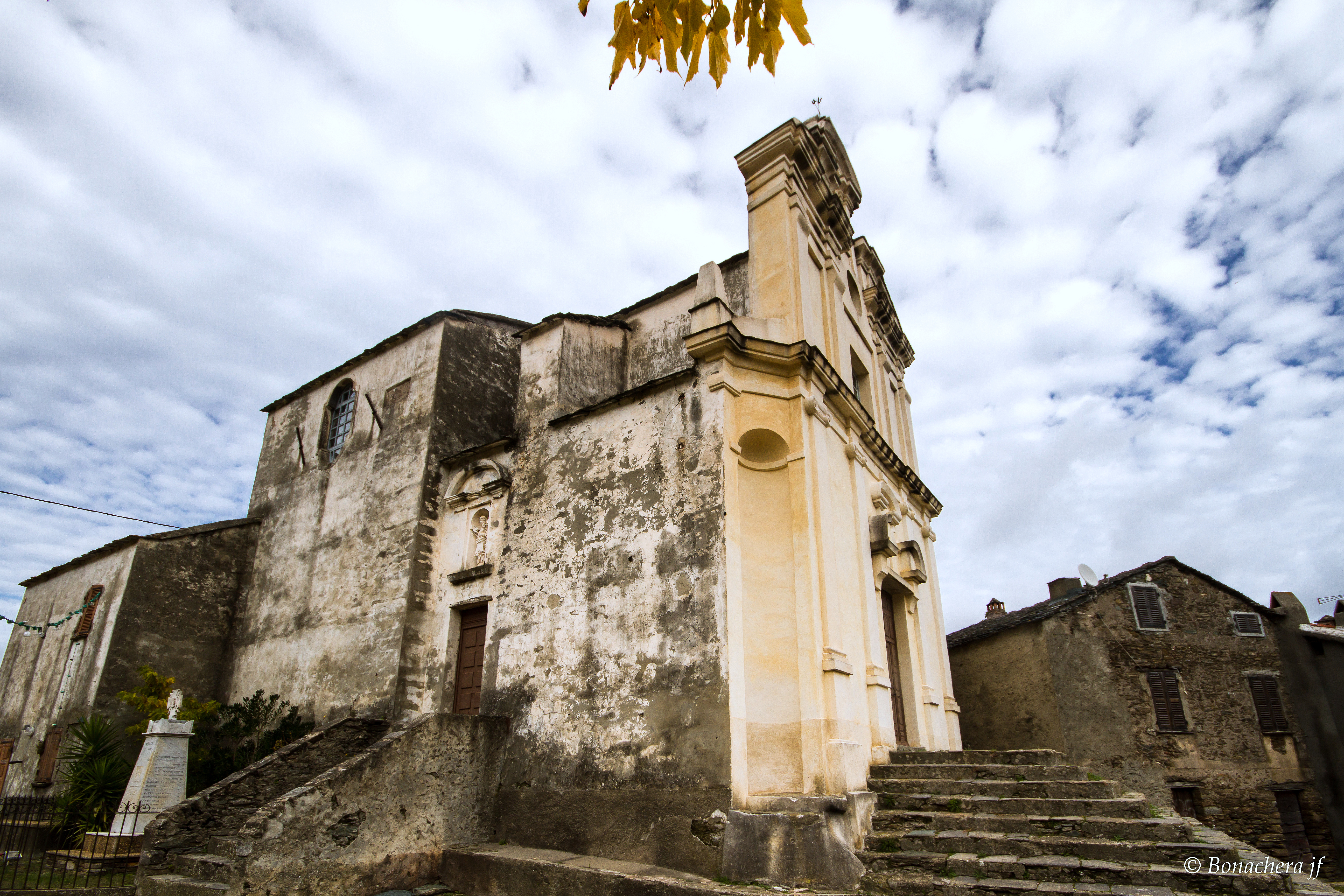
L'église paroissiale Saint-Étienne de Novale.